# Русское знамя
«Ру́сское зна́мя» — российская ежедневная православно-патриотическая газета, выходившая в Петербурге с ноября 1905 по февраль 1917 гг.; самая популярная из монархических столичных газет; центральный печатный орган «Союза русского народа». Редактором газеты с 1906 года был известный общественный деятель военный врач А. И. Дубровин.
Девиз газеты: «За Веру Православную, Царя Самодержавного, Отечество нераздельное и Россию для Русских». В 1916 году — в связи со сближением позиций А. И. Дубровина с правым политиком Н. Е. Марковым — газета стала выходить с подзаголовком «Вестник Союзов Русского Народа».

## О газете
Издатели позиционировали газету как «орган, стоящий исключительно на народной почве в смысле внутреннего и внешнего единства всех ветвей великого русского племени, равноправие с которым в государстве может быть даровано инородцам лишь под условием их внутреннего единения с Русским Народом и полного проникновения интересами нашей государственности».
Первый номер «Русского знамени» вышел 27 ноября (10 декабря) 1905 года. Сперва планировалось выпускать газету еженедельно, однако огромная популярность довольно скоро обусловила ежедневный выпуск газеты.
Тираж этой ставшей вскоре самой популярной из монархических газет составлял от 3 до 14,5 тыс. экземпляров. Редакторами газеты в разное время были И. С. Дурново, А. И. Дубровин, А. И. Тришатный, П. Ф. Булацель, М. Н. Зеленский, А. В. Ососов, Е. А. Полубояринова, Е. Д. Хоменков, С. С. Потапочкин, Ф. Д. Клюев, В. А. Богданов, Н. И. Еремченко и М. П. Петров.
Высокая популярность газеты объяснялась тем, что она в простой и доступной всем форме писала о важных для большинства монархистов вопросах.
Редакция в 1905—1909 в 4-й Роте (ныне 4-я Красноармейская улица), 6, в 1910 — марте 1917 на Шпалерной улице, 26.
Во время Февральской революции газета была запрещена постановлением исполкома Петроградского совета от 5 марта 1917 года, вместе с другими центральными органами правых партий.

## Оценки
Историк А. В. Репников отмечает, что «газета последовательно выступала за неограниченное самодержавие, против Государственной думы, либералов и левых радикалов, занимала ярко выраженную антисемитскую позицию», а также указывает, что «газета неоднократно подвергалась преследованиям за клевету и диффамацию: в 1905-10 на „Русское знамя“ 6 раз налагались штрафы (на общую сумму 11 тыс. руб.), сделано 13 предупреждений, 18 номеров изъято».
А. Д. Степанов отмечает, что немаловажное место в тематике газеты занимал еврейский вопрос, который газета освещала в 1917 году в таких статьях как «Цена русской жизни и жидовской крови», «Жидовская торговля христианами», «Хлеб, война и жиды» и др., выступая за сохранение черты оседлости, против предоставления евреям равноправия, и обвиняя их как в похищениях людей, так и в призывах кипятить воду перед освящением во время эпидемии холеры.